# الحافة (الحيمة الخارجية)

تعديل مصدري - تعديل

الحافة هي إحدى قرى عزلة بني منصور بمديرية الحيمة الخارجية التابعة لمحافظة صنعاء، بلغ تعداد سكانها 117 نسمة حسب تعداد اليمن لعام 2004.